# Agrostis aequivalvis
Agrostis aequivalvis là một loài thực vật có hoa trong họ Hòa thảo. Loài này được (Trin.) Trin. mô tả khoa học đầu tiên năm 1841.